# Trafalgar (음반)
| 전문가 평가                   | 전문가 평가 |
| 평가 점수                     | 평가 점수   |
| 출처                          | 점수        |
| ----------------------------- | ----------- |
| AllMusic                      | [ 1 ]       |
| The Rolling Stone Album Guide | [ 2 ]       |
| Tom Hull – on the Web         | C−          |

《Trafalgar》는 1971년 영국의 팝 그룹 비지스의 음반이고, 그들의 아홉 번째 음반 (국제적으로는 일곱 번째)이었으며, 1971년 9월, 미국에서, 그리고 1971년 11월에 영국에서 발매되었다. 이 음반은 미국에서 적당한 히트를 기록했고 34위를 기록했다. 리드 싱글 〈How Can You Mend a Broken Heart?〉는 미국 최초의 비지스의 싱글 음반 1위였지만, 음반처럼 영국에서는 차트 정리에 실패했다. 이것은 제프 브리지포드가 공식 멤버로서 비지스 음반에 유일하게 전곡으로 참여한 것이다.
《Trafalgar》는 로버트 다이머리의 책 《죽기 전에 꼭 들어야 할 앨범 1001》에 수록되어 있다.

## 녹음
1970년 12월, 이 그룹이 《2 Years On》 음반의 마지막 세션을 녹음한 지 겨우 두 달도 지나지 않아, 그들은 〈Together〉, 〈Over the Hill and Over the Mountain〉, 〈Merrily Merry Eyes〉, 그리고 〈When Do I〉를 녹음했다. 그들은 새로운 백 밴드 멤버인 기타리스트 앨런 켄달과 함께 스튜디오로 돌아왔다. 이 무렵에는 공식적으로 발표되지 않은 곡들이 여러 곡 녹음되었다. 발매를 위해 선택된 모든 곡들은 발라드였다. 녹음은 1971년 1월 28일 〈We Lost the Road〉, 〈When Do I〉, 〈How Can You Mend a Breaked Heart〉로 시작되었다(〈We Lost the Road〉는 다음 음반 《To Whom It May Concern》에 사용하기 위해 보류되었다). 녹음은 4월까지 계속되었고, 몇몇 데모와 아웃테이크들은 녹음되었지만 공개되지는 않았다.

## 발매
〈How Can You Mend a Broken Heart〉를 음반의 리드 싱글로 한 가운데, 〈Don't Wanna Live Inside Myself〉는 두 번째 싱글로 발매되었지만 미국 차트에서는 57위에 그쳤다. 〈Israel〉은 네덜란드에서 싱글로 발매되었고 22위에 올랐다. 이 음반의 커버는 트라팔가르 해전을 묘사하고 있다.
음반의 지원으로, 비지스는 1971년 가을에 보스턴, 애즈베리파크, 뉴욕 (7개의 공연), 멤피스, 캔자스시티, 그리고 인디애나폴리스와 같은 도시들을 연주하면서 미국을 순회했다.

## 곡 목록
모든 곡들은 특별한 언급이 없는 한 배리 깁과 로빈 깁에 의해 작사/작곡하였다.
| #  | 제목                                | 작사·작곡    | 리드 보컬    | 재생 시간 |
| -- | ----------------------------------- | ------------ | ------------ | --------- |
| 1. | 〈How Can You Mend a Broken Heart〉 |              | 로빈, 배리   | 3:58      |
| 2. | 〈Israel〉                          | 배리         | 배리         | 3:54      |
| 3. | 〈The Greatest Man in the World〉   | 배리         | 배리         | 4:18      |
| 4. | 〈It's Just the Way〉               | 모리스 깁    | 모리스       | 2:34      |
| 5. | 〈Remembering〉                     |              | 로빈         | 4:02      |
| 6. | 〈Somebody Stop the Music〉         | 배리, 모리스 | 배리, 모리스 | 3:31      |

| #  | 제목                               | 작사·작곡          | 리드 보컬  | 재생 시간 |
| -- | ---------------------------------- | ------------------ | ---------- | --------- |
| 1. | 〈Trafalgar〉                      | 모리스             | 모리스     | 3:53      |
| 2. | 〈Don't Wanna Live Inside Myself〉 | 배리               | 배리       | 5:25      |
| 3. | 〈When Do I〉                      |                    | 로빈       | 3:58      |
| 4. | 〈Dearest〉                        |                    | 배리, 로빈 | 3:52      |
| 5. | 〈Lion in Winter〉                 |                    | 배리, 로빈 | 3:59      |
| 6. | 〈Walking Back to Waterloo〉       | 배리, 로빈, 모리스 | 로빈, 배리 | 3:51      |